# Niels Peder Kristensen
Niels Peder Kristensen (født 2. marts 1943, død 6. december 2014 i København) var en dansk zoolog, professor og dr.scient. som var en international førende forsker inden for insekters udviklingshistorie.
Niels Peder Kristensen var søn af tidligere finansminister Thorkil Kristensen og Ellen Christine Kristensen (født Nielsen). Han var interesseret i insekter fra barnsben af og besøgte som dreng regelmæssigt den entomologiske afdeling på Zoologisk Museum og blev medlem af Entomologisk Forening. Han blev student fra Birkerød Statsskole i 1961 og begyndte derefter at læse biologi på Københavns Universitet. Han skrev sin første videnskabelige artikel om danske cikader som student i 1965. I studieåret  1966–67 var han udvekslingsstudent på University of Bristol i England hvor han studerede under entomologen professor Howard E. Hinton og lærte at bruge scanning-elektronmikroskopi. Han blev mag.scient. i 1968 og blev ansat som amanuensis på Zoologisk Museum. Han blev lektor ved museet i 1972, var dets bestyrer 1986-1989 og professor i systematisk entomologi 1995-2013. Han var desuden zoologichef for Statens Naturhistoriske Museum fra 2004 til 2006. Han blev doktor i 1984
Hans hovedforskningsområde var sommerfugle, og han redigerede to bind om sommerfugle i Handbook of Zoology (1998 og 2003). Han gjorde sig også bemærket inden for andre områder af entomologi. Hans artikel "The phylogeny of hexapod ‘orders’. A critical review of recent accounts" fra 1975 blev i 2005 af entomologerne Grimaldi og Engel betegnet som "måske den vigtigste enkeltstående artikel i systematisk entomologi". Kristensen var i 2004 medforfatter til beskrivelsen af insektordenen Mantophasmatodea, den var første nye insektorden beskrevet siden 1914.
Han skrev også mange bøger og artikler. Mange videnskabelige bøger gjorde ham kendt uden for Danmark, og i Danmark blev Systematisk Entomologi fra 1974 i mange år brugt lærebog i undervisningen på Københavns Universitet.
Kristensen var formand for Entomologisk Forening 1889-1999. Han var medlem af Videnskabernes Selskab og af Danmarks Naturvidenskabelige Akademi, foruden en række selskaber uden for Danmark.